# Іолк
Іолк (дав.-гр. Ἰωλκός, грец. Ιωλκός) — давньогрецьке місто, сучасне селище у Магнесії, Фессалія, Греція. Площа становить 1.981 км². Загальна чисельність населення — 2138 осіб (перепис 2011 року).
2011 року, після реформи місцевого самоврядування «Каллікратіс», Іолк став частиною муніципалітету Волос, відтак набувши статус муніципальної одиниці. У свою чергу Муніципальна одиниця Іолк поділена на три громади: Агіос Онуфріос (населення 475 осіб), Анакасія (населення 1012 осіб) і Ано-Волос (населення 651 особа). Демархія колишнього муніципалітету Іолк розташовувалася у селищі Ано-Волос.

## Історія
Стародавній Іолк був заснований в глибині Пагассійскої затоки на межі областей, які пізніше названі Фтія та Магнесія, поблизу Діміні. Іолк був одним з осередків культури мікенського типу у Фессалії. Із ним пов'язані сказання про аргонавтів, оскільки причиною цього походу стала суперечка за царську владу в місті між Ясоном, сином Есона, і його дядьком.

## Населення
| Рік  | Населення |
| ---- | --------- |
| 1991 | 2415      |
| 2001 | 2071      |
| 2011 | 2138      |